# 那須人車軌道
那須人車軌道（なすじんしゃきどう）は、かつて栃木県那須郡西那須野村（現・那須塩原市）にあった西那須野駅と、同郡大田原町（現・大田原市）にあった大田原駅を結んでいた人車鉄道、およびその運営会社である。営業は1908年（明治41年）から1921年（大正10年）頃で、馬力併用となった1917年（大正6年）に社名を那須軌道（なすきどう）に改称している。その後1925年（大正14年）に線路撤去、1932年（昭和7年）に廃業した。

## 路線データ
※運行停止時点
- 路線距離：西那須野 - 大田原 5.2km
- 軌間：762mm
- 駅数：3駅（起終点含む）
- 電化区間：なし（全線非電化）

## 運行形態
開通当初は好評であったが、8人乗り客車を車夫2人以上で押して所要時間は1時間以上かかり乗客には不評であった。収支改善のため後に6人乗り客車を車夫1人で押すようにしたが、経営はさらに悪化して行った。動力を馬力に変更して、乗客数も回復したが、後に当線に並行して開通した蒸気機関車の東野鉄道、自動車の東毛自動車に対抗すべくピークとなる一日53往復に増発したものの、東野鉄道や東毛自動車の影響は避けられず再度経営が悪化して営業停止に追い込まれる。
軌道レールは高さ5.5cmほどで、よく脱線しては車夫と乗客で、車体をレールに戻していた。

## 歴史
日本における鉄道黎明期において、鉄道の敷設は必ずしも歓迎されるものではなかった。蒸気機関車の出す煙が周辺に火災を招く、遠方より悪人が訪れてくる、振動による水田への被害があるなどの影響が叫ばれた。事実、当時の社会では、街道を中心にした人の往来を前提に生業を営む人も多く、輸送手段が鉄道に切り替わっていくことは、彼らの生活にかかわる大きな問題だったのである。
1886年（明治19年）に那須駅（現・西那須野駅）が開業し、日本鉄道奥州線が那須野が原を縦断していく中で、その影響力を目の当たりにすることで、宿場町として繁栄してきた大田原、温泉地として有名な塩原の両住民にとって鉄道への関心が高まっていったことは想像に難くない。
まず、1893年（明治26年）ごろ、大田原-西那須野-関谷（西那須野から塩原に向かう中間に位置する）を結ぶ馬車鉄道の敷設が計画されたが実現に至らず。1901年（明治34年）ごろ、大田原・塩原の有志が西那須野駅を挟んで東西に人車鉄道の建設を計画するも双方の思惑が一致せず、同じく実現に至らず。
大田原の有志は、後に大田原町長となる大橋直次郎を専務取締役とし、1907年（明治40年）に那須人車軌道を設立。1908年（明治41年）に開業する。当時の下野新聞では「開業匆々 （）にて車室は往復とも満員の姿なりと」と当初は歓迎された様子を伝える。もとよりこの区間は交通量が多く、大田原発の乗合馬車の便数は、黒羽などの他の地域へ向かう便数と比較して2倍以上多かったことから、需要は高かったのである。
一方、西那須野-塩原間を結ぼうとする塩原電気軌道は1909年（明治42年）に軌道敷設願を出す。その後、電力供給の面から動力を蒸気に変更したことで1911年（明治44年）に社名を塩原軌道株式会社と変更。1912年（明治45年）になると、那須人車軌道を買収しようとする動きをみせる。結果は不成功に終わり、以降、それぞれの道を歩む。
しかし、両社には片や蒸気、片や人力と、輸送能力に余りに大きな差がある。旅客の増加に伴い、那須人車軌道もこの差を痛感するところであった。1915年（大正4年）には臨時総会が開かれ、動力を馬力と人力の混用への変更を検討する。1916年（大正5年）、狩野村（現・那須塩原市）村長を務めた阿久津正が社長に就任し、1917年（大正6年）には動力を、昼間は馬力と人力の混用、夜間は人力のみとする動力の変更を行い、これにあわせて社名を那須軌道株式会社と変更する。また、このころ、既存していた乗合馬車の買収にも成功している。この動力の変更は成功し、乗客は10万人を超えた。
1913年（大正2年）には、西那須野駅を起点とし、大田原・黒羽を経由して茨城県大子を結ぼうと計画する東野鉄道株式会社から、那須軌道を買収する話がもち上がるが、金額が折り合わず不成功に終わる。その後、東野鉄道は独自に西那須野－大田原-黒羽間を開通させ、1918年（大正7年）に開業した。これは那須軌道にとって痛手となった。また乗合自動車の東毛自動車も開業し、競合する。那須軌道は、軌道を売却し、無軌道電車とする計画を立て、軌道の売却まで話が進むが、不調に終わった。1919年（大正8年）資本金・株数を増やし、営業時間の延長・運転回数を増としたが、事態は変わらなかった。1922年（大正11年）、東野鉄道が資本金を増資し湯津上-小川への延伸に向けて動き出す頃には、もはや那須軌道は対抗できる状況になく、東野鉄道に対し買収を申し入れるも成立しなかった。やがて那須軌道には車両の運行がなくなり、放任された軌道が往来の邪魔となり、住民の生活にとって障害となるようになった。苦情が那須軌道に寄せられるが、対策は取られなかった。
1924年（大正13年）に描かれた『栃木縣大田原町眞景』には、中央1丁目6あたりで分岐が描かれ、図中では大田原専売支局と記される現在の中央多目的公園（専売公社倉庫跡地）へ続いている。また、1丁目7付近に車庫が描かれ、そこへ続く分岐が記される。車庫への分岐地点のあたりには「馬車停留所」が存在し、クランク状の道路形状に合わせて現在の大田原信用金庫のある丁字路で薬師通りに出た後、右折。金燈籠交差点を経て寺町通に入り、旅籠上州屋（現・ホテル那須大田原ヒルズ）の西まで伸びている様子が記録されている。同図には示されていないが、軌道が薬師通りに出る丁字路で薬師堂方向に分岐し、神明町交差点まで伸びる軌道もあった。
その後、大田原青年団から那須軌道に、市内軌道を撤廃するなら地ならし・砂利敷きを引き受けるという提案があり、那須軌道は了承する。こうして住民からの寄付が募集され、大田原市内の軌道の撤廃が実現した。

### 年表
- 1907年（明治40年）
  - 6月26日 内務省特許状により営業許可取得[8]。
  - 8月25日 会社設立。
- 1908年（明治41年）7月13日 西那須野 - 大田原間が開業[8]。
- 1909年（明治42年）4月15日 工事竣工期日延期願提出[9]
- 1915年（大正4年）7月19日 軌道動力変更申請[9]
- 1917年（大正6年）2月15日 那須軌道に社名改称[10][11]。馬力併用に変更[12]
- 1918年（大正7年）10月15日 売却問題で告訴される[9]。
- 1921年（大正10年）頃 運行停止[13]。
- 1925年（大正14年）11月30日 特許取消（未開業区間）[14]。
- 1932年（昭和7年）6月22日 会社解散。西那須野 - 大田原間廃止[10]。
- 1934年（昭和9年）6月22日 特許取消[15]。

### 東毛自動車
東毛自動車は、栃木県那須郡大田原町にかつて存在した乗合自動車を運行する企業。1918年（大正7年）10月1日に大田原自動車と馬頭自動車が合併し、星野半六が社長を務めた。10月21日西那須野駅-大田原間を一日14往復、片道20銭の運賃で運行を開始する。1920年（大正9年）に那須軌道の阿久津正が買収し、東毛自動車株式会社に改称する。1925年（大正14年）には大田原の阿見自動車が買収したとされる。

## 駅一覧
※運行停止時点
西那須野（にしなすの） - （駅名不明） - 大田原（おおたわら）

## 接続路線
- 西那須野駅：国鉄東北本線（宇都宮線）、東野鉄道
  - 那須人車軌道の西那須野駅は東北本線の西那須野駅ではなく、北よりの大田原街道と東北本線の交差部近辺にあった。
  - 営業当時は「宇都宮線」の愛称は無い。
- 大田原駅：東野鉄道
  - 那須人車軌道の大田原駅は東野鉄道の大田原駅ではなく、国道461号寺町商店街通り交差点近辺にあった。

## 輸送・収支実績・車両数
| 年度 | 乗客（人） | 貨物量（トン） | 営業収入（円） | 営業費（円） | 益金（円） | その他益金（円） | その他損金（円） | 支払利子（円） | 客車（両） | 貨車（両） |
| ---- | ---------- | -------------- | -------------- | ------------ | ---------- | ---------------- | ---------------- | -------------- | ---------- | ---------- |
| 1908 | 38,369     | 762            | 2,499          | 2,898        | ▲ 399      | 78               |                  |                | 8          | 15         |
| 1909 | 63,858     | 2,251          | 4,900          | 3,818        | 1,082      | 322              | 1,078            |                | 13         | 15         |
| 1910 | 42,109     | 2,090          | 8,242          | 6,653        | 1,589      |                  | 臨時災害費10     | 1,170          | 13         | 15         |
| 1911 | 46,234     | 2,175          | 7,512          | 5,866        | 1,646      |                  |                  | 439            | 14         | 15         |
| 1912 | 49,796     | 1,668          | 6,990          | 5,830        | 1,160      | 利子26           |                  | 435            | 14         | 15         |
| 1913 | 49,651     | 2,221          | 4,180          | 5,891        | ▲ 1,711    | 運送2,563利子31  |                  | 392            | 14         | 15         |
| 1914 | 43,719     | 1,782          | 3,571          | 3,110        | 461        | 運送1,426        | 運送3,082        | 284            | 14         | 15         |
| 1915 | 41,920     | 1,540          | 3,153          | 2,904        | 249        | 運送1,470        | 運送1,579        |                | 14         | 15         |
| 1916 | 39,287     | 1,534          | 3,579          | 3,201        | 378        | 1,681            | 1,802            |                | 14         | 15         |
| 1917 | 105,752    | 462            | 9,444          | 7,603        | 1,841      | 2,326            | 2,008            |                | 14         | 15         |
| 1918 | 75,524     | 0              | 7,486          | 8,448        | ▲ 962      | 運送2,600        | 1,906            |                | 14         |            |
| 1919 | 82,528     | 283            | 11,364         | 11,100       | 264        | 2,001            | 1,917            |                | 14         | 15         |
| 1920 | 52,519     | 995            | 9,089          | 10,374       | ▲ 1,285    |                  |                  |                | 14         | 15         |
| 1921 | 50,318     | 10,750         | 10,037         | 10,560       | ▲ 523      |                  |                  |                | 14         | 15         |
| 1922 | 58,162     | 3,920          | 10,026         | 9,369        | 657        |                  |                  |                | 14         | 15         |
| 1923 | 75,841     | 1,707          | 11,219         | 10,027       | 1,192      | 2,677            | 2,662、償却金79  |                | 14         | 15         |
| 1924 | 67,473     | 384            | 10,458         | 10,212       | 246        |                  |                  |                | 14         | 15         |
| 1925 | 60,940     | 40             | 8,309          | 7,446        | 863        |                  |                  |                | 13         | 3          |
| 1926 | 42,072     |                | 6,334          | 7,026        | ▲ 692      |                  |                  |                | 13         | 3          |
| 1927 | 33,552     |                | 4,655          | 4,586        | 69         |                  | 雑損240          |                | 8          | 3          |
| 1928 | 20,575     |                | 1,950          | 2,678        | ▲ 728      |                  |                  | 40             | 8          |            |
| 1929 | 109        |                | 588            | 512          | 76         |                  | 雑損1,586        | 82             | 8          |            |
| 1930 | 営業休止   |                | 8              | 169          | ▲ 161      |                  |                  | 97             | 8          | 1          |

- 鉄道院年報、鉄道院鉄道統計資料、鉄道省鉄道統計資料、鉄道統計資料各年度版
- 1931 - 1934年度まで営業休止

## その他
那須野が原博物館に人車（客車）のレプリカ（実物大模型）が展示されている。